# Сумки (Гірськомарійський район)
Су́мки (рос. Сумки, марій. Сумка) — село у складі Гірськомарійського району Марій Ел, Росія. Входить до складу Ємешевського сільського поселення.

## Населення
Населення — 5 осіб (2010; 6 у 2002).
Національний склад (станом на 2002 рік):
- росіяни — 66 %